# Giancarlo Gallesi
Giancarlo Gallesi (Vigevano, 25 gennaio 1932 – Mede, 21 febbraio 2022) è stato un calciatore e allenatore di calcio italiano, di ruolo portiere.

## Carriera

### Giocatore
Cresciuto e affermatosi nella squadra della sua città natale, fu un pilastro del Vigevano, con cui giocò più di 200 partite ufficiali, che gli valsero l'interessamento del Milan, che lo acquistò nel 1959 e con cui disputò due stagioni in Serie A, esordendo nella massima serie nella sconfitta esterna dei rossoneri contro l'Alessandria del 20 settembre 1959. Passò poi al Genoa, giocando complessivamente 13 presenze in massima serie. Ha totalizzato inoltre 26 presenze in Serie B, con Monza e Genoa conquistando con i rossoblu la vittoria del campionato cadetto nella stagione 1961-1962.

### Allenatore
Cessata l'attività agonistica ha intrapreso quella di allenatore, guidando fra l'altro Vigevano e Mortara.

## Palmarès

### Giocatore

#### Competizioni nazionali
- IV Serie: 1

Vigevano: 1954-1955

#### Competizioni internazionali
- Coppa delle Alpi: 2

Genoa: 1962, 1964
- Coppa dell'Amicizia: 1

Genoa: 1963